# Ostaggi del silenzio
Ostaggi del silenzio (Dead Silence) è un film televisivo del 1997 di genere thriller, diretto da Daniel Petrie Jr.
Venne trasmesso in Italia una sola volta, in seconda serata da Rete 4 nel 1997.

## Trama
Un trio di assassini fugge dal carcere e sequestra un gruppo di studenti sordi, insieme alla loro insegnante Melanie Charrol, e si rifugia in un magazzino abbandonato. L'agente dell'FBI John Potter, che ha sulle spalle uno sbaglio fatto in passato in una situazione simile, con la sua squadra circonda l'edificio ed inizia l'estenuante trattativa.